# Правовое поведение
Правово́е поведе́ние — социально значимое осознанное поведение индивидуальных или коллективных субъектов, урегулированное нормами права и влекущее за собой юридические последствия.
Поведение людей является правовым, когда находится в сфере правового регулирования, то есть урегулировано нормами права. Под правовым поведением может пониматься поведение отдельных индивидов, групп, общностей людей.

## Признаки правового поведения
Правовое поведение как поведение людей, урегулированное правом обладает рядом характерных признаков, которые можно разделить на социальные и юридические:
- Социальные:
  - Социальная значимость правового поведения — поступки людей оказывают определённое воздействие на всю систему общественных отношений. Такое воздействие может носить позитивный или негативный характер, однако главное, что такое поведение вызывает и обратную реакцию у общества: одобрение или осуждение[4];
  - Подконтрольность правового поведения сознанию и воли лица — правовое поведение характеризуется психологизмом или субъективностью. Совершая действие, человек осознает его, оценивает как сущность действия, так и его последствия[5];

- Юридические:
  - Четкая регламентированность правового поведения — правовые нормы придают правовому поведению форму, обеспечивая его точность и постоянство. Тем самым правовое поведение превращается в модель поведения: правомерную либо неправомерную[1];
  - Подконтрольность правового поведения государству[6];
  - Способность правового поведения вызывать юридические последствия — правовое поведение влечет или способно повлечь юридические последствия. Если поведение является нейтральным (например не запрещенным законом) и не влечет никаких (позитивных или негативных) последствий, то оно не является правовым[1].

## Виды правового поведения
|                         |   | Поведение человека |   |                                 |   |                                                           |
|                         |   |                    |   |                                 |   |                                                           |
|                         | ↙ |                    | ↘ |                                 |   |                                                           |
|                         |   |                    |   |                                 |   |                                                           |
| юридически безразличное |   |                    |   | правовое                        |   |                                                           |
|                         |   |                    |   |                                 |   |                                                           |
|                         |   |                    | ↙ | ↓                               | ↘ |                                                           |
|                         |   |                    |   |                                 |   |                                                           |
|                         |   | правомерное        |   | противоправное (правонарушение) |   | объективно противоправное деяние и злоупотребление правом |

- Юридически-безразличное поведение — поведение участников общественных отношений, находящееся за пределами правового регулирования, и не нуждающееся в нём в силу объективных причин или по воле законодателя[7] (морально-нравственное, религиозное, эстетическое и др.).
- Правовое поведение (юридически значимое) — поведение участников общественных отношений, урегулированное нормами права.
  - Правомерное поведение — социально полезное поведение лиц, полностью соответствующее требованиям правовых норм[8].
  - Противоправное поведение (правонарушение) — социально вредное поведение лиц, нарушающее требования правовых предписаний[8].
  - Объективно противоправное деяние — поведение лиц, совершаемое без намерения причинения вреда общественным отношениям и охраняемым законом интересам, но при этом вступающее в противоречие с требованиями правовых норм[8] (деяние, в котором отсутствует один из элементов состава правонарушения — обычно это субъект либо субъективная сторона).
  - Злоупотребление правом — социально вредное поведение лиц, которое при этом формально не противоречит правовым предписаниям[8].

Кроме того, правовое поведение классифицируется на индивидуальное и групповое, выражаемое в действии или бездействии, правомерное и неправомерное.